# Grand Prix Singapuru 2019
Grand Prix Singapuru 2019 (oficiálně Formula 1 Singapore Airlines Singapore Grand Prix 2019) se jela na okruhu Marina Bay Street Circuit v Marina Bay v Singapuru dne 22. září 2019. Závod byl patnáctým v pořadí v sezóně 2019 šampionátu Formule 1.

## Kvalifikace
| Poř.                       | No. | Jezdec             | Konstruktér               | Časy v kvalifikaci | Časy v kvalifikaci | Časy v kvalifikaci | Pořadí na startu |
| Poř.                       | No. | Jezdec             | Konstruktér               | Q1                 | Q2                 | Q3                 | Pořadí na startu |
| -------------------------- | --- | ------------------ | ------------------------- | ------------------ | ------------------ | ------------------ | ---------------- |
| 1                          | 16  | Charles Leclerc    | Ferrari                   | 1:38.014           | 1:36.650           | 1:36.217           | 1                |
| 2                          | 44  | Lewis Hamilton     | Mercedes                  | 1:37.565           | 1:36.933           | 1:36.408           | 2                |
| 3                          | 5   | Sebastian Vettel   | Ferrari                   | 1:38.374           | 1:36.720           | 1:36.437           | 3                |
| 4                          | 33  | Max Verstappen     | Red Bull Racing-Honda     | 1:38.540           | 1:37.089           | 1:36.813           | 4                |
| 5                          | 77  | Valtteri Bottas    | Mercedes                  | 1:37.317           | 1:37.142           | 1:37.146           | 5                |
| 6                          | 23  | Alexander Albon    | Red Bull Racing-Honda     | 1:39.106           | 1:37.865           | 1:37.411           | 6                |
| 7                          | 55  | Carlos Sainz Jr.   | McLaren-Renault           | 1:38.882           | 1:37.982           | 1:37.818           | 7                |
| 8                          | 27  | Nico Hülkenberg    | Renault                   | 1:39.001           | 1:38.580           | 1:38.264           | 8                |
| 9                          | 4   | Lando Norris       | McLaren-Renault           | 1:38.606           | 1:37.572           | 1:38.329           | 9                |
| 10                         | 11  | Sergio Pérez       | Racing Point-BWT Mercedes | 1:39.909           | 1:38.620           |                    | 15               |
| 11                         | 99  | Antonio Giovinazzi | Alfa Romeo Racing-Ferrari | 1:39.272           | 1:38.697           |                    | 10               |
| 12                         | 10  | Pierre Gasly       | Scuderia Toro Rosso-Honda | 1:39.085           | 1:38.699           |                    | 11               |
| 13                         | 7   | Kimi Räikkönen     | Alfa Romeo Racing-Ferrari | 1:39.454           | 1:38.858           |                    | 12               |
| 14                         | 20  | Kevin Magnussen    | Haas-Ferrari              | 1:39.942           | 1:39.650           |                    | 13               |
| 15                         | 26  | Daniil Kvjat       | Scuderia Toro Rosso-Honda | 1:39.957           |                    |                    | 14               |
| 16                         | 18  | Lance Stroll       | Racing Point-BWT Mercedes | 1:39.979           |                    |                    | 16               |
| 17                         | 8   | Romain Grosjean    | Haas-Ferrari              | 1:40.277           |                    |                    | 17               |
| 18                         | 63  | George Russell     | Williams-Mercedes         | 1:40.867           |                    |                    | 18               |
| 19                         | 88  | Robert Kubica      | Williams-Mercedes         | 1:41.186           |                    |                    | 19               |
| 107% času vítěze: 1:44.129 |     |                    |                           |                    |                    |                    |                  |
| DSQ                        | 3   | Daniel Ricciardo   | Renault                   | 1:39.362           | 1:38.399           | 1:38.095           | 20               |
| Zdroj:                     |     |                    |                           |                    |                    |                    |                  |

Poznámky
1. ↑  Sergio Pérez obdržel trest posunu o 5 míst vzad za neplánovanou výměnu převodovky.
2. ↑  Daniel Ricciardo byl vyřazen z kvalifikace za překročení limitu rekuperace energie v jeho voze. Start mu byl povolen sportovními komisaři.

## Závod
| Poř.                                                                     | No. | Jezdec             | Konstruktér               | Počet kol | Čas/Odstoupení | Pořadí na startu | Body |
| ------------------------------------------------------------------------ | --- | ------------------ | ------------------------- | --------- | -------------- | ---------------- | ---- |
| 1                                                                        | 5   | Sebastian Vettel   | Ferrari                   | 61        | 1:58:33.667    | 3                | 25   |
| 2                                                                        | 16  | Charles Leclerc    | Ferrari                   | 61        | +2.641         | 1                | 18   |
| 3                                                                        | 33  | Max Verstappen     | Red Bull Racing-Honda     | 61        | +3.821         | 4                | 15   |
| 4                                                                        | 44  | Lewis Hamilton     | Mercedes                  | 61        | +4.608         | 2                | 12   |
| 5                                                                        | 77  | Valtteri Bottas    | Mercedes                  | 61        | +6.119         | 5                | 10   |
| 6                                                                        | 23  | Alexander Albon    | Red Bull Racing-Honda     | 61        | +11.663        | 6                | 8    |
| 7                                                                        | 4   | Lando Norris       | McLaren-Renault           | 61        | +14.769        | 9                | 6    |
| 8                                                                        | 10  | Pierre Gasly       | Scuderia Toro Rosso-Honda | 61        | +15.547        | 11               | 4    |
| 9                                                                        | 27  | Nico Hülkenberg    | Renault                   | 61        | +16.718        | 8                | 2    |
| 10                                                                       | 99  | Antonio Giovinazzi | Alfa Romeo Racing-Ferrari | 61        | +27.855        | 10               | 1    |
| 11                                                                       | 8   | Romain Grosjean    | Haas-Ferrari              | 61        | +35.436        | 17               |      |
| 12                                                                       | 55  | Carlos Sainz Jr.   | McLaren-Renault           | 61        | +35.974        | 7                |      |
| 13                                                                       | 18  | Lance Stroll       | Racing Point-BWT Mercedes | 61        | +36.419        | 16               |      |
| 14                                                                       | 3   | Daniel Ricciardo   | Renault                   | 61        | +37.660        | 20               |      |
| 15                                                                       | 26  | Daniil Kvjat       | Scuderia Toro Rosso-Honda | 61        | +38.178        | 14               |      |
| 16                                                                       | 88  | Robert Kubica      | Williams-Mercedes         | 61        | +47.024        | 19               |      |
| 17                                                                       | 20  | Kevin Magnussen    | Haas-Ferrari              | 61        | +1:26.522      | 13               |      |
| Ret                                                                      | 7   | Kimi Räikkönen     | Alfa Romeo Racing-Ferrari | 49        | Kolize         | 12               |      |
| Ret                                                                      | 11  | Sergio Pérez       | Racing Point-BWT Mercedes | 42        | Únik oleje     | 15               |      |
| Ret                                                                      | 63  | George Russell     | Williams-Mercedes         | 34        | Kolize         | 18               |      |
| Nejrychlejší kolo: Kevin Magnussen (Haas-Ferrari) – 1:42.301 (v kole 58) |     |                    |                           |           |                |                  |      |
| Zdroj:                                                                   |     |                    |                           |           |                |                  |      |

Poznámky
1. ↑  Antonio Giovinazzi obdržel trest přičtení 10 sekund k času v cíli za nebezpečnou jízdu během safety caru.

## Průběžné pořadí po závodě
Pohár jezdců
|        | Pořadí | Jezdec           | Body |
| ------ | ------ | ---------------- | ---- |
|        | 1      | Lewis Hamilton   | 296  |
|        | 2      | Valtteri Bottas  | 231  |
| 1      | 3      | Charles Leclerc  | 200  |
| 1      | 4      | Max Verstappen   | 200  |
|        | 5      | Sebastian Vettel | 194  |
| Zdroj: |        |                  |      |

Pohár konstruktérů
|        | Pořadí | Konstruktér           | Body |
| ------ | ------ | --------------------- | ---- |
|        | 1      | Mercedes              | 527  |
|        | 2      | Ferrari               | 394  |
|        | 3      | Red Bull Racing-Honda | 289  |
|        | 4      | McLaren-Renault       | 89   |
|        | 5      | Renault               | 67   |
| Zdroj: |        |                       |      |